# Timur Qulybajew

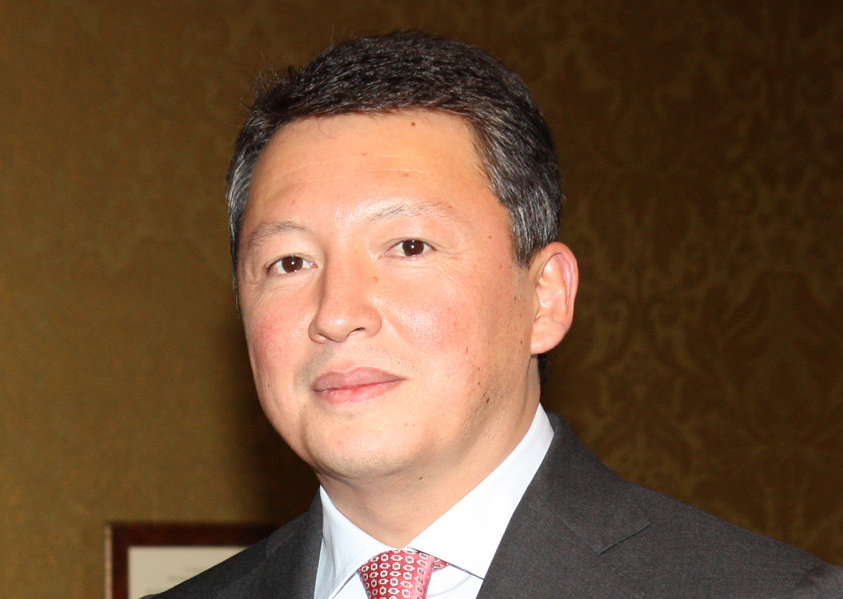
Timur Qulybajew

Timur Asqaruly Qulybajew (kasachisch Тимур Асқарұлы Құлыбаев, russisch Тимур Аскарович Кулибаев Timur Askarowitsch Kulibajew; * 10. September 1966 in Alma-Ata) ist ein kasachischer Manager und Schwiegersohn des ehemaligen kasachischen Präsidenten Nursultan Nasarbajew. Er ist Aufsichtsratsvorsitzender der vier Staatsunternehmen Kazatomprom, KazMunayGas, Kasachstan Temir Scholy sowie Samruk-Kazyna und Aufsichtsratsmitglied von Gazprom.

## Leben
Timur Asqaruly Qulybajew wurde am 10. September 1966 als Sohn von Asqar Altynbekuly Qulybajew und seiner Frau Raissa Aldabergenqysy Qulybajewa in Alma-Ata geboren. 1988 absolvierte er die Moskauer Lomonossow-Universität.
Seine Laufbahn in der Wirtschaft begann Qulybajew in den 1990er Jahren im kasachischen Finanzministerium. Er wurde 1997 Vizepräsident der staatlichen kasachischen Erdölgesellschaft Kazakhoil und drei Jahre später im Jahr 2000 wurde er Chief Executive Officer von KazTransOil, einem Tochterunternehmen von Kazakhoil, das für die Pipelines des Unternehmens zuständig ist. Im folgenden Jahr wurde er CEO von TransNefteGaz, das alle Pipelines in Kasachstans kontrollierte. Nachdem das Unternehmen Kazakhoil aufgelöst und in der neu gegründeten Gesellschaft KazMunayGas aufging, wurde Kulibajew drei Jahre lang dessen Vizepräsident. Von dieser Position trat er im Oktober 2005 zurück und wurde zwei Monate später Vorsitzender von Kazenergy.
Im Juni 2006 kehrte er zu KazMunayGas als neuer Präsident und Aufsichtsratsvorsitzender zurück. Ebenfalls im Jahr 2006 wurde Qulybajew Vorsitzender der neu gegründeten staatlichen Holding Samruk, die er aber 2007 schon wieder verließ. Schon 2008 kehrte er aber wieder zurück zu Samruk-Kazyna, dem Nachfolgeunternehmen von Samruk. Im Oktober 2008 wurde Timur Qulybajew Aufsichtsratsvorsitzender des kasachischen Nuklearunternehmens Kazatomprom und 2009 Aufsichtsratsvorsitzender der kasachischen Eisenbahngesellschaft Kasachstan Temir Scholy sowie der kasachischen Erdöl- und Erdgasgesellschaft KazMunayGas.
Seit 2011 ist Qulybajew auch Mitglied des Aufsichtsrates von Gazprom und Aufsichtsratsvorsitzender von Samruk-Kazyna. Von dieser Position trat er am 26. Dezember 2011 aufgrund seiner Rolle im Schangaösen-Massaker zurück.

### Beschuldigung der Geldwäsche und Korruption
Im September 2010 eröffnete die Schweizer Generalstaatsanwaltschaft ein Verfahren gegen Qulybajew wegen Geldwäsche. Seine Frau, Dinara Qulybajewa, hatte am Genfersee in der Schweiz eine Villa für den Fantasiepreis von 75 Millionen Franken gekauft; damit wurde, so vermutet Nationalrat Carlo Sommaruga, Geldwäsche betrieben. Die genannte Summe von Geldern unbekannter Herkunft, die von Qulybajew gewaschen worden sein soll, beträgt 600 Millionen Dollar, die mindestens teilweise Schmiergelder aus der Zeit von 2000 bis 2005 sein sollen, als er CEO von KazTransOil war.

### Privatleben
Qulybajew ist mit Dinara Nursultanqysy Nasarbajewa, eine der drei Töchter von Nursultan Nasarbajew verheiratet. Das Paar hat zusammen drei Kinder, einen Sohn und zwei Töchter. Er ist auch Präsident des kasachischen Boxverbandes.
Sein Vermögen beträgt laut dem Forbes Magazine rund 1,1 Milliarden US-Dollar. Er ist der Hauptaktionär der kasachischen Halyk Bank.
Timur Qulybajew erregte Aufsehen in Großbritannien, als er 2007 das Anwesen Sunninghill Park von Prinz Andrew für 15 Millionen Pfund kaufte, drei Millionen Pfund über dem Wert des Anwesens, um es dann verfallen zu lassen.

## Auszeichnungen
| Jahr | Staat      | Orden/Ehrenzeichen                           |
| ---- | ---------- | -------------------------------------------- |
| 2001 | Kasachstan | Orden Kurmet                                 |
| 2007 | Russland   | Orden der Freundschaft                       |
| 2009 | Kasachstan | Orden Barys                                  |
| 2010 | Russland   | Orden des Heiligen Fürsten Daniel von Moskau |